# Chelonus lunari
Chelonus lunari är en stekelart som först beskrevs av Chen och Ji 2003.  Chelonus lunari ingår i släktet Chelonus och familjen bracksteklar. Inga underarter finns listade i Catalogue of Life.